# Primi ministri del Sudafrica
I primi ministri del Sudafrica dal 1910 (istituzione della carica) al 1984 (abolizione della carica) furono i seguenti.

## Lista
| Primo ministro                          | Primo ministro           | Primo ministro               | Partito                          | Elezione               | Mandato           | Mandato           | Governatori e Presidenti                |
| Primo ministro                          | Primo ministro           | Primo ministro               | Partito                          | Elezione               | Inizio            | Fine              | Governatori e Presidenti                |
| --------------------------------------- | ------------------------ | ---------------------------- | -------------------------------- | ---------------------- | ----------------- | ----------------- | --------------------------------------- |
|                                         |                          | Louis Botha                  | Partito Sudafricano              | 1910, 1915             | 31 maggio 1910    | 27 agosto 1919    | Herbert Gladstone, I visconte Gladstone |
| Sydney Charles Buxton, I conte Buxton   |                          | Louis Botha                  | Partito Sudafricano              | 1910, 1915             | 31 maggio 1910    | 27 agosto 1919    |                                         |
|                                         |                          | Jan Christiaan Smuts         | Partito Sudafricano              | 1920, 1921             | 3 settembre 1919  | 30 giugno 1924    |                                         |
| Principe Arturo, duca di Connaught      |                          | Jan Christiaan Smuts         | Partito Sudafricano              | 1920, 1921             | 3 settembre 1919  | 30 giugno 1924    |                                         |
| Alexander Cambridge, I conte di Athlone |                          | Jan Christiaan Smuts         | Partito Sudafricano              | 1920, 1921             | 3 settembre 1919  | 30 giugno 1924    |                                         |
|                                         |                          | James Barry Munnik Hertzog   | Partito Nazionale (fino al 1934) | 1924, 1929, 1933, 1938 | 30 giugno 1924    | 5 settembre 1939  |                                         |
| George Villiers, VI conte di Clarendon  |                          | James Barry Munnik Hertzog   | Partito Nazionale (fino al 1934) | 1924, 1929, 1933, 1938 | 30 giugno 1924    | 5 settembre 1939  |                                         |
|                                         | Partito Unito (dal 1934) | James Barry Munnik Hertzog   | Sir Patrick Duncan               | 1924, 1929, 1933, 1938 | 30 giugno 1924    | 5 settembre 1939  |                                         |
|                                         |                          | Jan Christiaan Smuts         | Sir Patrick Duncan               | Partito Unito          | 1943              | 5 settembre 1939  | 4 giugno 1948                           |
| Nicolaas Jacobus de Wet                 |                          | Jan Christiaan Smuts         |                                  | Partito Unito          | 1943              | 5 settembre 1939  | 4 giugno 1948                           |
| Gideon Brand van Zyl                    |                          | Jan Christiaan Smuts         |                                  | Partito Unito          | 1943              | 5 settembre 1939  | 4 giugno 1948                           |
|                                         |                          | Daniel François Malan        | Partito Nazionale                | 1948, 1953             | 4 giugno 1948     | 30 novembre 1954  |                                         |
| Ernest George Jansen                    |                          | Daniel François Malan        | Partito Nazionale                | 1948, 1953             | 4 giugno 1948     | 30 novembre 1954  |                                         |
|                                         |                          | Johannes Gerhardus Strijdom  | Partito Nazionale                | 1958                   | 30 novembre 1954  | 24 agosto 1958    |                                         |
|                                         |                          | Hendrik Frensch Verwoerd     | Partito Nazionale                | 1961, 1966             | 2 settembre 1958  | 6 settembre 1966  |                                         |
| Lucas Cornelius Steyn                   |                          | Hendrik Frensch Verwoerd     | Partito Nazionale                | 1961, 1966             | 2 settembre 1958  | 6 settembre 1966  |                                         |
| Charles Robberts Swart                  |                          | Hendrik Frensch Verwoerd     | Partito Nazionale                | 1961, 1966             | 2 settembre 1958  | 6 settembre 1966  |                                         |
| Lucas Cornelius Steyn                   |                          | Hendrik Frensch Verwoerd     | Partito Nazionale                | 1961, 1966             | 2 settembre 1958  | 6 settembre 1966  |                                         |
| Charles Robberts Swart                  |                          | Hendrik Frensch Verwoerd     | Partito Nazionale                | 1961, 1966             | 2 settembre 1958  | 6 settembre 1966  |                                         |
|                                         |                          | Theophilus Ebenhaezer Dönges | Partito Nazionale                | Ad interim             | 6 settembre 1966  | 13 settembre 1966 |                                         |
|                                         |                          | Balthazar Johannes Vorster   | Partito Nazionale                | 1970, 1974, 1977       | 13 settembre 1966 | 2 ottobre 1978    |                                         |
| Jozua François Naudé                    |                          | Balthazar Johannes Vorster   | Partito Nazionale                | 1970, 1974, 1977       | 13 settembre 1966 | 2 ottobre 1978    |                                         |
| Jacobus Johannes Fouché                 |                          | Balthazar Johannes Vorster   | Partito Nazionale                | 1970, 1974, 1977       | 13 settembre 1966 | 2 ottobre 1978    |                                         |
| Johannes de Klerk                       |                          | Balthazar Johannes Vorster   | Partito Nazionale                | 1970, 1974, 1977       | 13 settembre 1966 | 2 ottobre 1978    |                                         |
| Nicolaas Johannes Diederichs            |                          | Balthazar Johannes Vorster   | Partito Nazionale                | 1970, 1974, 1977       | 13 settembre 1966 | 2 ottobre 1978    |                                         |
|                                         |                          | Pieter Willem Botha          | Partito Nazionale                | 1981, 1984             | 9 ottobre 1978    | 14 settembre 1984 |                                         |
| Marais Viljoen                          |                          | Pieter Willem Botha          | Partito Nazionale                | 1981, 1984             | 9 ottobre 1978    | 14 settembre 1984 |                                         |
| Balthazar Johannes Vorster              |                          | Pieter Willem Botha          | Partito Nazionale                | 1981, 1984             | 9 ottobre 1978    | 14 settembre 1984 |                                         |
| Marais Viljoen                          |                          | Pieter Willem Botha          | Partito Nazionale                | 1981, 1984             | 9 ottobre 1978    | 14 settembre 1984 |                                         |